# Liu Huanhua
Liu Huanhua (刘焕华[S, Liú HuànhuáP; Contea di Jiahe, 20 agosto 2001) è un sollevatore cinese, laureatosi campione del mondo e olimpico nella categoria fino ai 102 kg rispettivamente a Riad 2023 e Parigi 2024.

## Palmarès
- Giochi olimpici

Parigi 2024: oro nei 102 kg.
- Mondiali

Bogotà 2022: bronzo negli 89 kg.
Riad 2023: oro nei 102 kg.
- Campionati asiatici

Jinju 2023: oro nei 96 kg.
Jiangshan 2025: oro nei 102 kg.
- Giochi asiatici

Hangzhou 2022: oro nei 109 kg.